# Lena Jansson
Lena Jansson är en svensk jazzsångerska.
Lena Jansson utbildade sig i Borlänge för saxofonisten Lennart "Jonken" Jonsson (1934-2007), som hon senare gifte sig med.

## Diskografi (i urval)
- 1986 – All of Us (Bluebell)
- 1993 – Everything I love (Sittel)
- 1995 – Lena Jansson (Bluebell)
- 1995 – Pay Some Attention to Me (med Nils Lindberg) (Bluebell)
- 2000 – Summer in Sandviken (med Lennart "Jonken" Jonsson (Sittel)

## Media
- Lena, Jonken och jazzmusiken, film av Torbjörn Allard, Film i Dalarna 2002